# Mentue
Die Mentue (Landeskarte: Menthue) ist ein 34 km langer südlicher (bezogen auf die Zihl rechter) Zufluss des Neuenburgersees und gehört damit zum Einzugsgebiet des Rheins. Der Flusslauf liegt vollständig im Kanton Waadt in der Schweiz. Er entwässert ein ungefähr 139 km² grosses Gebiet im Schweizer Mittelland.

## Name
Die erste Erwähnung des Flussnamens ist in einer historischen Quelle aus dem Jahr 1230 mit den Schreibweisen Mentuye und Wadum ementuje überliefert. 1536 ist die Namensform Menthoez bezeugt, und später erscheinen auch die Formen Menthuaz und Mantue.

## Geographie

### Verlauf

#### Corbassière
Das Quellgebiet der Mentue befindet sich auf 906 m ü. M. im bewaldeten Hügelgebiet des Bois du Jorat nordöstlich des Passübergangs Col du Chalet-à-Gobet, rund einen Kilometer nördlich des Berges Montagne du Château. Der Quellbach trägt den Namen Corbassière. Nach etwa drei Kilometern vereinigt er sich mit dem von links zufliessenden Ruisseau de la Rosse und hat nun den Namen Mentue.

#### Mentue
Die Mentue fliesst jetzt mit ziemlich konstantem Gefälle weiter nach Norden und tieft sich allmählich in die Molasseschichten des Jorat und des angrenzenden Hochplateaus des Gros de Vaud ein. Die steilen, im mittleren Flussabschnitt bis zu 100 m hohen Talflanken, sind fast durchgehend bewaldet und weisen an einigen Stellen Sandsteinfelsen auf. Somit bildet die Mentue eine tiefe Talfurche, die ein bedeutendes Verkehrshindernis darstellt und nur von wenigen Strassen gequert wird. Sie diente als natürliche Grenze zwischen den ehemaligen Waadtländer Bezirken Echallens und Moudon.
Auf dem Gemeindegebiet von Bioley-Magnoux mündet mit dem Sauteru von links der grösste Seitenbach der Mentue. Unterhalb dieser Mündung weitet sich das Kerbtal der Mentue zu einem Talbecken bei Donneloye. Danach folgt nochmals ein rund 2 km langer, schluchtartig in die umgebenden Plateaus eingetiefter Abschnitt, der vom rund 100 m hohen Viadukt Pont sur la Mentue der Autobahn A1 überspannt wird.
Beim Weiler La Mauguettaz öffnet sich das Tal abrupt, und die Mentue tritt in die Schwemmebene von Yvonand ein. Mit einem flachen Schwemmkegel, der etwa 300 m in den See vorgeschoben ist, mündet der Fluss bei Yvonand auf einer Höhe von 429 m ü. M. in den Neuenburgersee.

### Einzugsgebiet
Das 139 km² grosse Einzugsgebiet der Mentue liegt im Schweizer Mittelland und wird durch sie über den Zihlkanal, die Aare und den Rhein zur Nordsee entwässert.
Es besteht zu 26,7 % aus Bestockter Fläche, zu 66,5 % aus Landwirtschaftsfläche, zu 6,5 % aus Siedlungsfläche und zu 0,2 % unproduktiven Flächen.
Die Flächenverteilung
Die mittlere Höhe des Einzugsgebietes beträgt 658,4 m ü. M.

### Zuflüsse
Neben dem Sauteru sind vor allem der Coruz und der Botterel (von links) sowie der Lombrax, die Augine und der Ruisseau des Vaux (von rechts) als Seitenbäche erwähnenswert.
(Von der Quelle zur Mündung)
- La Corbassière (rechter Quellbach, Hauptstrang), 4,9 km, 5,21 km², 90 l/s
- Ruisseau de la Rosse (linker Quellbach, Nebenstrang), 1,9 km, 1,05 km²
- Ruisseau de Bois Conty (links), 2,1 km, 2,03 km²
- Le Morgin (rechts), 0,9 km, 1,23 km²
- Ruisseau de Peyres (rechts), 0,5 km
- Le Coruz (links), 7,0 km, 7,32 km², 150 l/s
- Le Botterel (links), 6,5 km, 5,91 km², 90 l/s
- Ruisseau des Egrins (links), 0,3 km
- Ouleire (rechts), 1,5 km, 1,61 km²
- Ruisseau de Bercher (links), 0,7 km
- Oulaire (rechts), 3,8 km, 8,5 km²
- Ruisseau de Roche Cornet (rechts), 1,3 km
- Ruisseau du Broillet (rechts), 0,5 km
- Ruisseau de Froide fontaine (links), 0,3 km
- Ruisseau Sur Cues (links), 0,4 km
- L'Augine (rechts), 5,0 km, 8,6 km², 140 l/s
- Ruisseau de la Tuilière d'Oppens (links), 0,3 km
- Bief des usines (rechts), 0,8 km
- Le Sauteru (links), 14,6 km, 29,15 km², 390 l/s
- Ruisseau de Villard (Barbeire) (links), 3,9 km, 4,31 km², 60 l/s
- Le Lombrax (rechts), 4,3 km, 5,31 km², 80 l/s
- Ruisseau de Donneloye (rechts), 1,2 km
- Ruisseau de Neyru (links), 2,1 km, 2,77 km²
- Ruisseau de la Combe Larron (links), 0,4 km
- Ruisseau de Gi (links), 4,6 km, 8,42 km², 100 l/s
- Ruisseau des Vaux (rechts), 9,4 km, 21,11 km², 300 l/s

### Orte
Grössere Ortschaften an der Mentue sind Bercher und Yvonand. Das enge, bewaldete Tal des Flusses erwies sich an den meisten Stellen als ungünstig für Siedlungen, während auf den umgebenden Hochplateaus guter Siedlungsraum vorhanden war. Einzelne von der Mentue und ihren Zuflüssen gebildeten Felssporne boten eine gute Lage für das mittelalterliche Städtchen Dommartin und das Schloss von Bercher.

## Hydrologie
An der Mündung der Mentue in den Zihlkanal beträgt ihre modellierte mittlere Abflussmenge (MQ) 2,04 m³/s, und ihr Abflussregimetyp ist pluvial jurassien und ihre Abflussvariabilität.
Der  modellierte monatliche mittlere Abfluss (MQ) der Mentue in m³/s

## Natur und Umwelt
Während das Gebiet auf der linken (westlichen) Seite des Mündungsabschnitts der Mentue wegen der Anlage eines Campingplatzes, eines Badestrandes und dem Bau einer grösseren Ferienhaussiedlung mit einem Bootshafen stark verändert ist, hat die Landschaft rechts des Flusses den natürlichen Zustand mit Flachwasserbiotopen, Weihern und Uferwald bewahrt. Diese Zone ist deshalb ein Teil der wertvollen Naturregion Rive sud du lac de Neuchâtel des Bundesinventars der Landschaften und Naturdenkmäler von nationaler Bedeutung (BLN-Gebiet 1208), die auch als Grande Cariçaie bekannt ist.
Der Flusslauf der Mentue ist auf weiten Abschnitten naturnah bis natürlich gehalten, nur der unterste Teil in der Ebene von Yvonand ist kanalisiert und begradigt.
Die Flussstrecken bei Villars-Tiercelin und bei La Mauguettaz sind als bedeutende Auengebiete ausgewiesen. Vor Yvonand sind die bewaldeten Talflanken im 90 Hektaren grossen Naturwaldreservat Réserve forestière naturelle de la Menthue geschützt.

## Bauwerke

### Mühlen
Die Wasserkraft der Mentue wurde früher an mehreren Orten für den Betrieb von Mühlen und Sägereien genutzt.

### Brücken

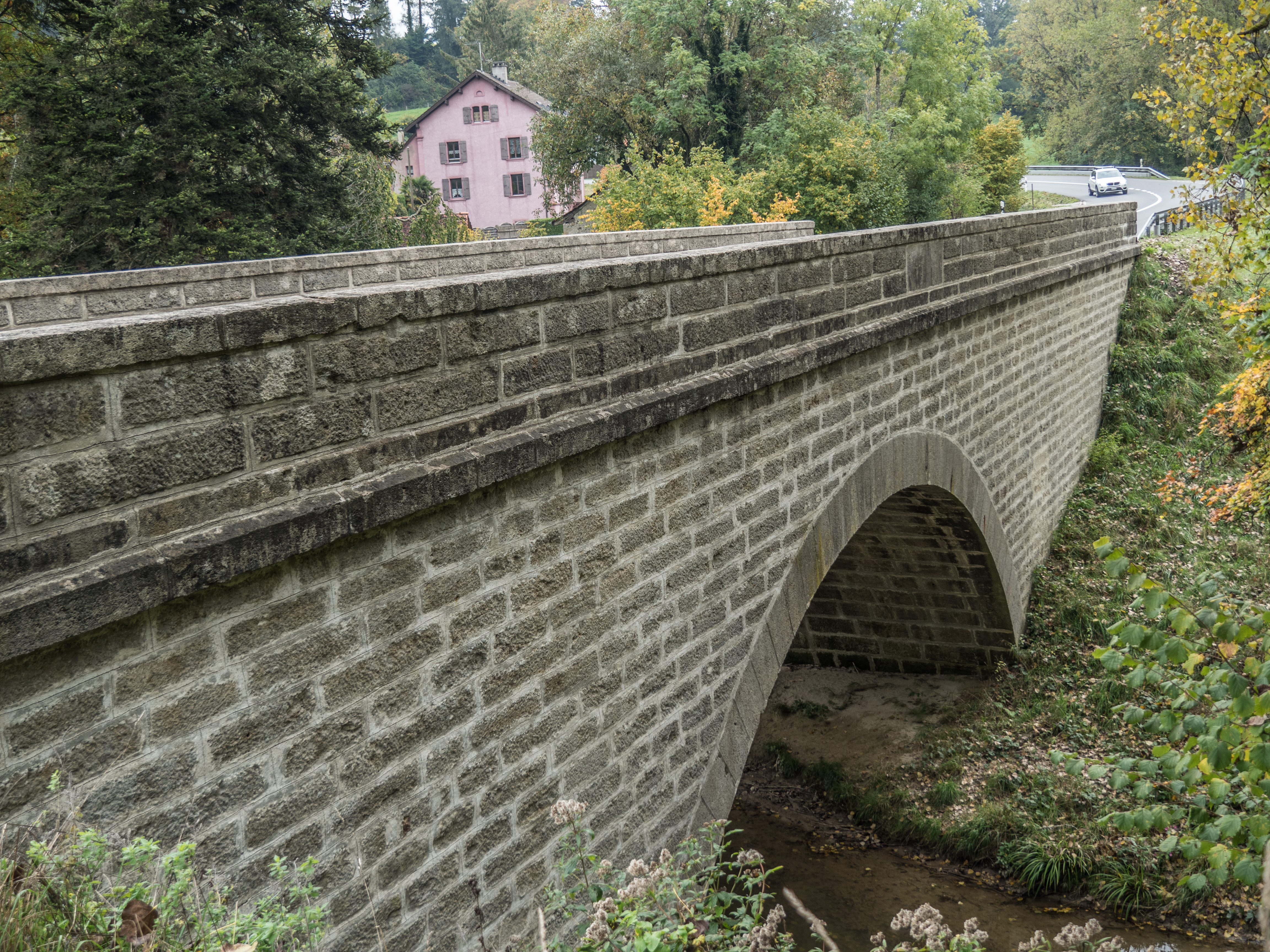
Steinbogenbrücke von 1754 bei Donneloye

Auf ihrem Weg wird die Mentue von rund 30 Brücken überquert. Die Mentuebrücke führt die Autobahn A1 bei Yvonand über den breiten Mentuegraben. Bei Montilliez überquert die Hauptstrasse 150 und bei Donneloye die Hauptstrasse 151 den Fluss, und in Yvonand die Hauptstrasse 152 sowie die Bahnlinie von Payerne nach Yverdon-les-Bains.